# Sh2-268
Sh2-268 è una nebulosa a emissione visibile nella costellazione di Orione.
Si individua nella parte orientale della costellazione, a pochi gradi dal confine con l'Unicorno; è individuabile circa 1° a sud della stella ξ Orionis, che essendo di quarta magnitudine è ben visibile anche ad occhio nudo. La sua declinazione non è particolarmente settentrionale e ciò fa sì che sia osservabile agevolmente da entrambi gli emisferi celesti, sebbene gli osservatori dell'emisfero boreale siano leggermente più avvantaggiati; il periodo in cui raggiunge la più alta elevazione sull'orizzonte è compreso fra i mesi di novembre e marzo.
Si tratta di una regione H II piuttosto estesa, delle dimensioni apparenti di circa 1° e un diametro effettivo di oltre 70 anni luce; appare composta da due sottoregioni luminose, catalogate come LBN 874, costituente la parte centrale e più estesa, e LBN 873, posta però esternamente alla precedente e con la quale potrebbe anche non avere un reale contatto fisico. La distanza della regione nebulosa principale è stimata sui 1300 parsec (circa 4200 anni luce), il che la colloca alla stessa distanza della nebulosa Sh2-261 e di conseguenza nello stesso ambiente galattico, alla periferia esterna del Braccio di Orione. La nebulosa ospita alcune stelle di grande massa, fra le quali la più massiccia è HD 42352, una gigante blu di classe spettrale B1III, la quale è anche la principale responsabile della ionizzazione dei gas della nube; fra le altre stelle massicce ve ne sono tre di classe O9V, immerse in una nebulosità con emissioni nella banda dell'Hα.
Alla regione apparterrebbe anche l'ammasso aperto NGC 2169, visibile nella parte nordoccidentale della nebulosa a breve distanza dalla nebulosa a riflessione catalogata come vdB 71 e in associazione alla nube LDN 873; quest'ammasso, dell'età di circa 7,7 milioni di anni, contiene alcune stelle di classe B responsabili della ionizzazione dei gas circostanti e dista 1032 parsec, una distanza simile a quella data secondo alcuni studi all'intera regione di Sh2-268, 1140 parsec circa.